# Unthinkable
Unthinkable is een Amerikaanse filmthriller onder regie van Gregor Jordan. De productie ging op 5 november 2009 in wereldpremière tijdens de American Film Market. In België verscheen de film op 26 mei 2010, in Nederland op 8 juli van dat jaar.

## Verhaal
De Amerikaan Steven Arthur Younger (Michael Sheen) heeft zichzelf bekeerd tot de islam en de naam Yusuf Atta Mohammed aangenomen. Hij neemt een videoboodschap op met daarop de mededeling dat hij drie kernbommen heeft verstopt in drie Amerikaanse steden die zullen ontploffen als zijn eisen niet op tijd worden ingewilligd. Vervolgens gaat hij open en bloot voor een beveiligingscamera staan tot hij opgepakt wordt.
FBI-agente Helen Brody (Carrie-Anne Moss) wordt belast met de zaak, maar moet de bemoeienissen dulden van Charles Thompson (Stephen Root), die haar namens de CIA heimelijk passeert. Thompson laat de officieel niet bestaande verhoorder H. (Samuel L. Jackson) ophalen om Younger aan het praten te krijgen over de locaties van de bommen. Tot Brody's afgrijzen blijkt H's verhoortechniek te bestaan uit steeds grovere marteling van Younger. Ze wordt hierdoor in steeds ernstiger mate voor het dilemma gesteld hoever zij en de haren mogen gaan om een ramp te voorkomen. Helemaal wanneer blijkt dat Younger volkomen bereid blijkt om te ondergaan wat hem wordt aangedaan.

## Rolverdeling
- Samuel L. Jackson - Henry Harold 'H' Humphries
- Carrie-Anne Moss - Agent Helen Brody
- Michael Sheen - Steven Arthur Younger
- Stephen Root - Charles Thompson
- Lora Kojovic - Rina Humphries
- Martin Donovan - Assistant Director Jack Saunders
- Gil Bellows - Agent Vincent
- Vincent Laresca - Agent Leandro
- Brandon Routh - Agent D.J. Jackson
- Joshua Harto - Agent Phillips
- Holmes Osborne - General Paulson
- Michael Rose - Colonel Kerkmejian
- Randy Oglesby - Mr. Bradley
- Benito Martinez - Alvarez
- Sasha Roiz - Interrogator Lubitchich
- Dayo Ade - MP Winston
- Yara Shahidi - Katie Humphries
- Sayeed Shahidi - Peter Humphries
- Necar Zadegan - Jehan Younger
- Jillian Bruno - Samura Younger
- Coby Seyrafi - Ali Younger
- Chris McGarry - Major Pierce